# Jane Brophy
Jane Elisabeth Brophy (Manchester, 27 agosto 1963) è una politica britannica dei Liberal-Democratici ed europarlamentare per la IX legislatura fino all'uscita del Regno Unito il 31 gennaio 2020.

## Biografia
Si è laureata in biochimica e ha iniziato a lavorare come dietista nell'ambito del National Health Service. È diventata membro del consiglio della British Dietetic Association. Attivista dei Liberal-Democratici e membro del consiglio del gruppo dei liberal-democratici che operano all'interno di questo partito. È stata eletta consigliere del distretto metropolitano di Trafford. Nel 2017, è stata la candidata liberale per la carica di sindaco della Greater Manchester. Si è anche candidata alla Camera dei comuni senza successo. Nelle elezioni del 2019, ha ottenuto il mandato di europarlamentare nella IX legislatura.